# Kempische Laagvlakte
De Kempische Laagvlakte bestaat uit de Zuider- en de Noorderkempen en ligt in de westflank op het Kempens Plateau.
Omdat deze laagvlakte onderdeel van de Kempen is, bestaat het gebied voornamelijk uit beboste zandgronden. De bewoonde zones hebben een hoge bevolkingsconcentratie.